# زمامره
زمامره (به فرانسوی: Zemamra) یک شهرک در مراکش است که در استان سیدی بنور واقع شده‌است. زمامره ۱۱٬۸۹۶ نفر جمعیت دارد.